# Adolf Hölzel

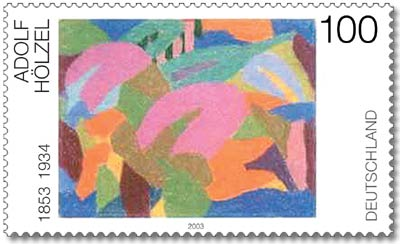
Malířská kompozice (kolem roku 1930) od Adolfa Hölzela na Německé poštovní známce z roku 2003, nominální hodnota 1€

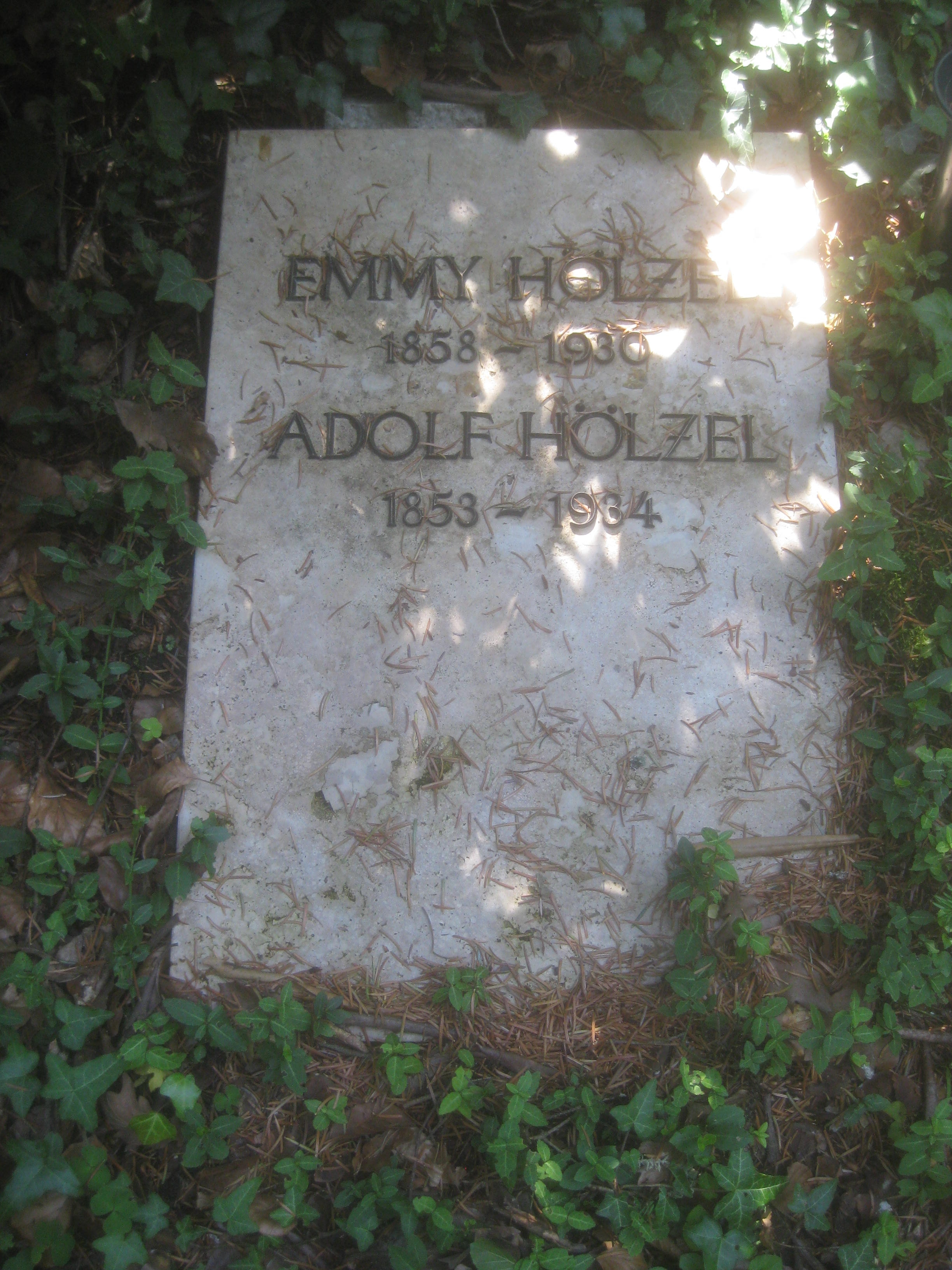
Hrob Adolfa Hölzela a jeho ženy Emmy, na hřbitově Waldfriedhof ve Stuttgartu, oddělení 15

Adolf Hölzel, křtěný Adolf Richard (13. května 1853 Olomouc – 17. října 1934 Stuttgart), byl malíř, litograf, knihtiskař a výtvarný pedagog

## Život
Narodil se v Olomouci v rodině významného olomouckého knihkupce, nakladatele a obchodníka s uměním Eduarda Hölzela a jeho ženy Hedwigy Niemannové.
Od mládí projevoval výtvarné nadání, školil se v kreslení a přibližně od roku 1868 se zaučoval v nakladatelství svého otce, neboť byl předurčen převzít otcův prosperující podnik.
Následně se vyučil sazečem a tiskařem litografie v tiskárně F. A. Perthese v německé Gotě a kolem roku 1871 se s rodiči přestěhoval do Vídně, kde v letech 1872–1875 studoval malířství na vídeňské Akademii u prof. K. Wurzingera, A. Eisenmengera a Ch. Griepenkerla. Vídeňská studia však přerušil a nastoupil vojenskou službu, přičemž uvažoval o důstojnických zkouškách, ale po zralé úvaze se záhy vrátil na uměleckou dráhu. V dalším studiu pokračoval na Akademii výtvarných umění v Mnichově, kde se školil v letech 1876–1882 u profesora Wilhelma von Dieze. V roce 1887 podnikl studijní cestu do Paříže, kde byl konfrontován z impresionismem a uchvátili jej malíři Manet i Monet.
V roce 1888 se přestěhoval do německého města Dachau a o tři roky později si zde otevřel soukromou malířskou školu. Kolem roku 1893 se Adolf Hölzel stal spoluzakladatelem „Dachauské malířské školy“, v níž působil až do roku 1905. V roce 1906 se přestěhoval do Stuttgartu a byl jmenován profesorem a vedoucím tzv. „Komponierschule“ na Královské akademie výtvarných umění a v letech 1916–1919 byl i jejím ředitelem. V roce 1919 se odebral na odpočinek, ale nadále pokračoval v soukromé výuce. Po roce 1933 se stal politicky nežádoucím a 17. října 1934 ve Stuttgartu zemřel.

## Realizace v architektuře
- vitráže (1928-1929), radnice ve Stuttgartu
- vitráže v zasedací síni továrny Hermanna Bahlsena v Hannoveru

## Výstavy (výběr)
- 1916 – Adolf Hölzel a jeho okruh, Kunstverein Freiburg.
- 1918 – Adolf Hölzel, malba a grafika, Kestner Society Hannover
- 1935 – Vzpomínková výstava Adolfa Hölzela, Kestnerova společnost Hannover
- 1947 - Kunstverein Stuttgart
- 1948 - Kunstgebäude Tübingen
- 1953 – Vzpomínková výstava ke stým narozeninám Adolfa Hölzela, pořádaly Stuttgarter Galerieverein, Státní galerie Württemberg ve Stuttgartu a Kunstverein v Kolíně nad Rýnem.
- 1961 – Adolf Hölzel a jeho okruh, výstava Württembergischer Kunstverein v přestavěné umělecké budově na Schlossplatz.

## Žáci
K jeho žákům náleželi například:
- Oskar Schlemmer
- Willi Baumeister
- Johannes Itten
- Emil Nolde
- Wenzel Franz Jäger
- Martha Cunz
- Carl Felber
- Ida Kerkovius
- Max Ackermann

a mnozí další

## Zastoupení v českých galeriích a muzeích
- Muzeum umění Olomouc
- Národní galerie v Praze

## Galerie

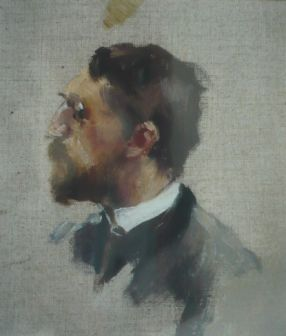
Autoportrét (cca 1885)
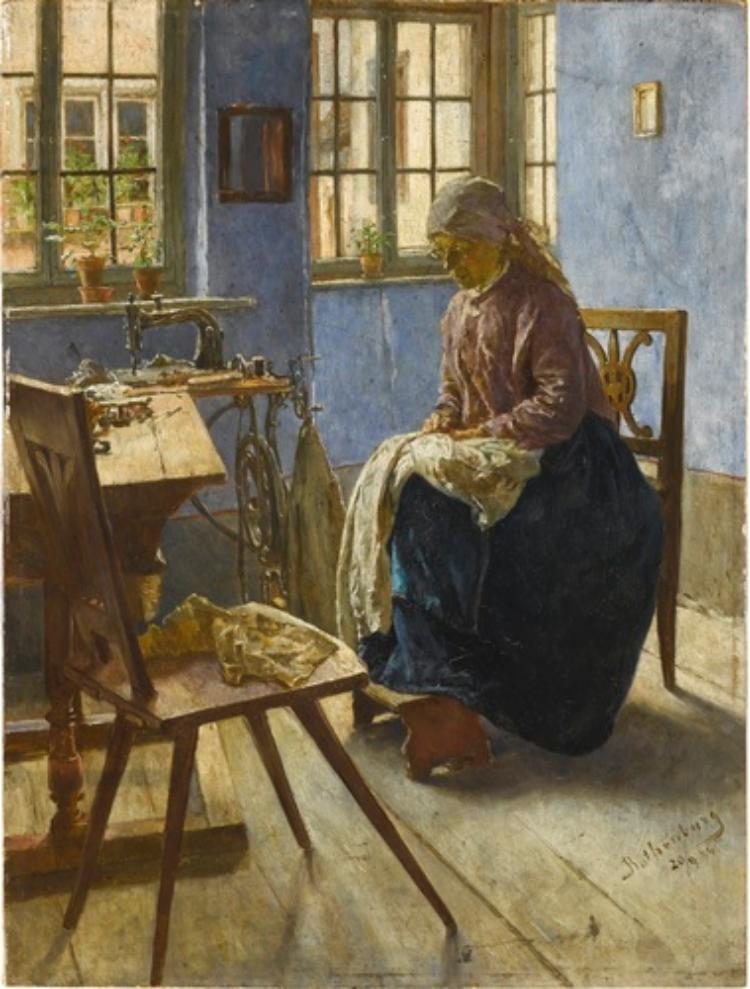
Švadlena (1884)
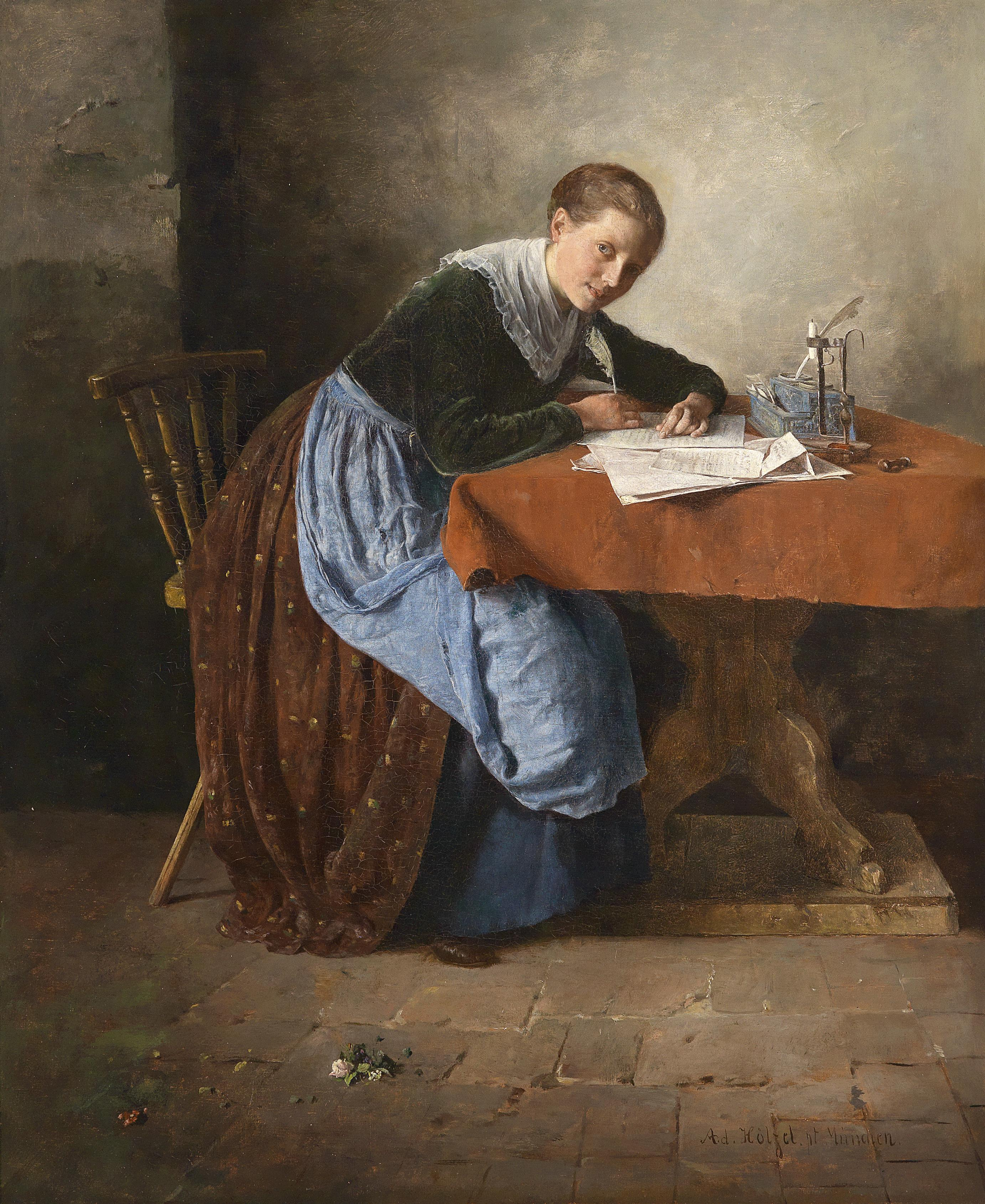
Milostný dopis
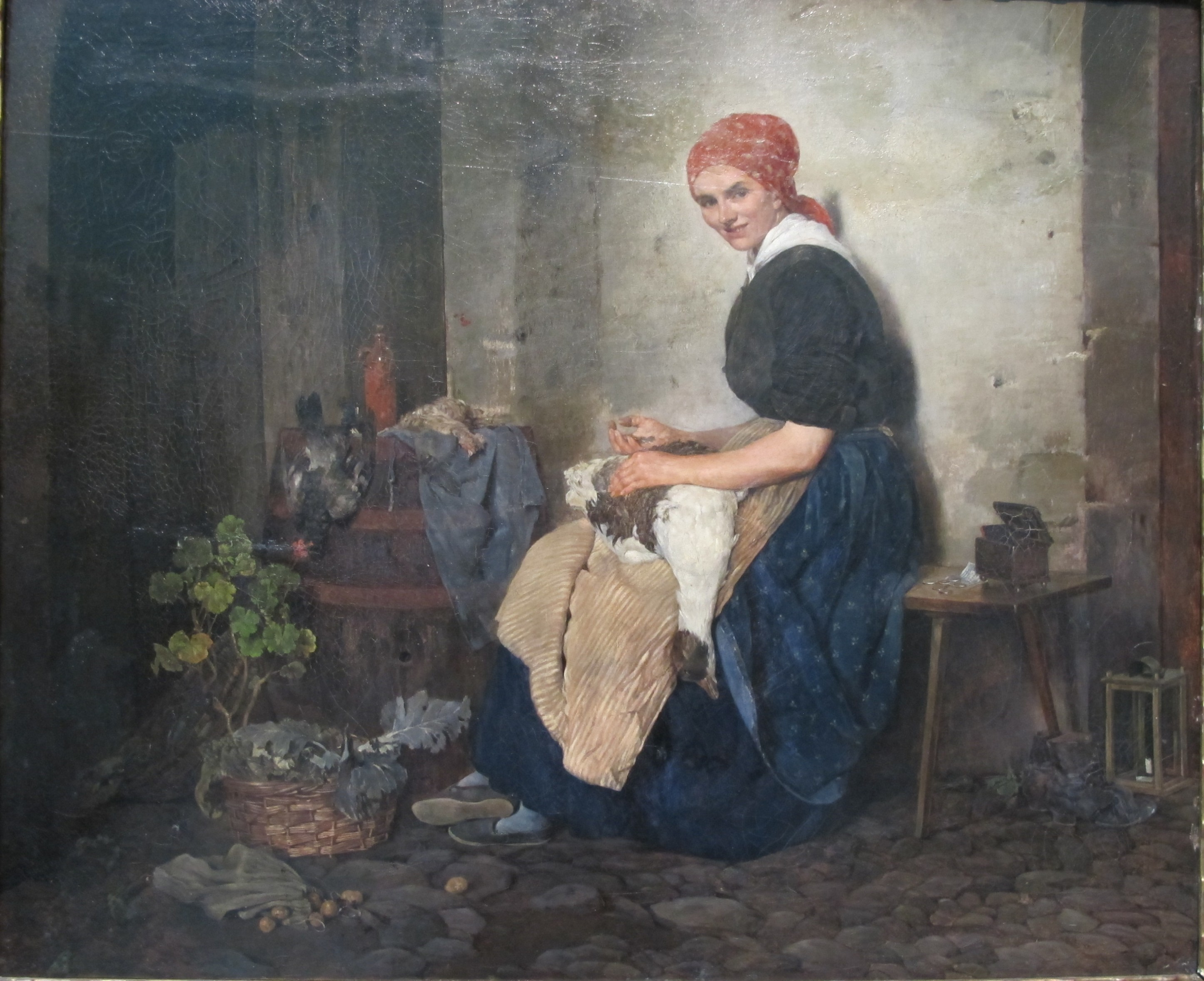
Žena škubající husu
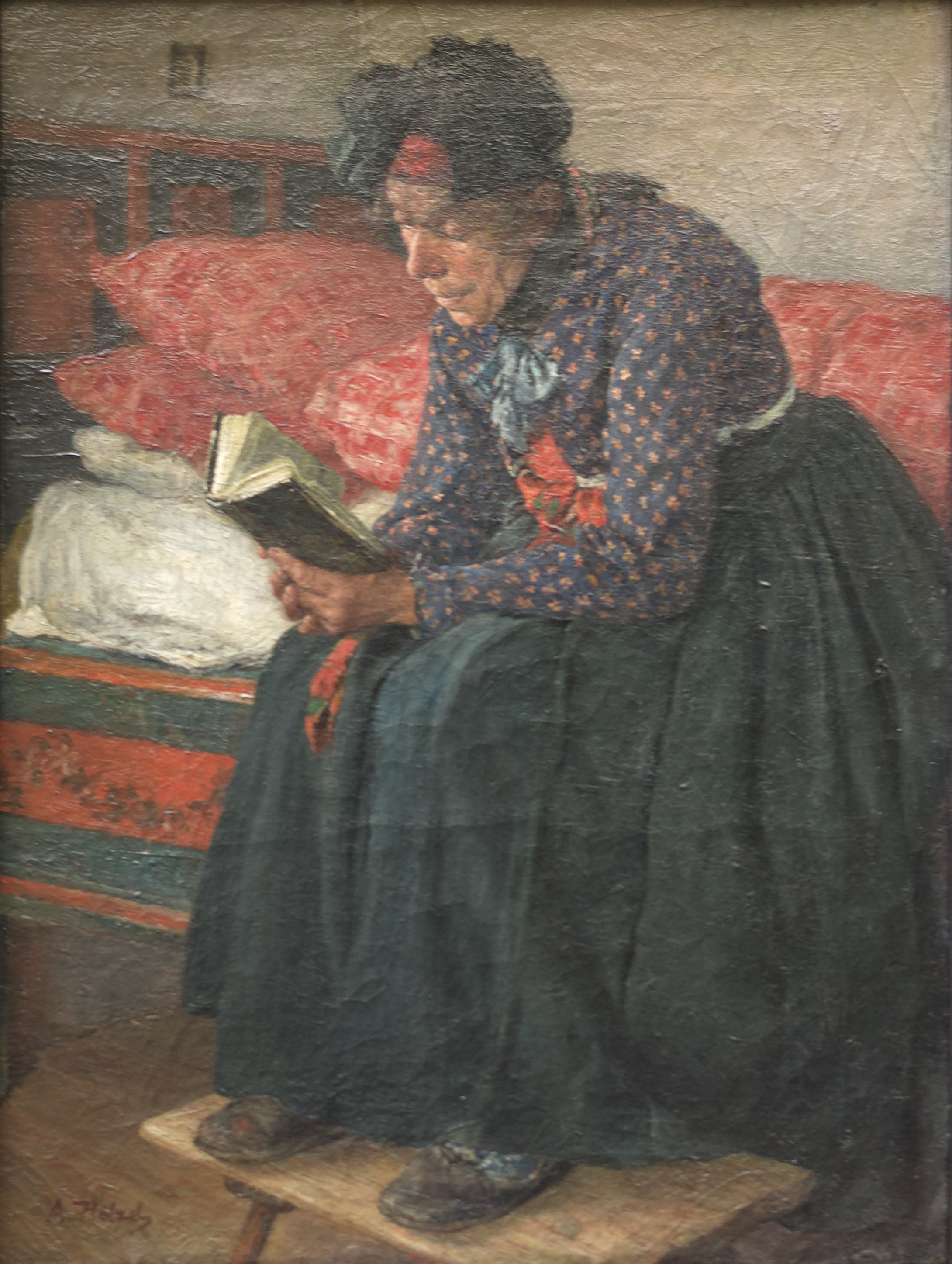
Domácí oddanost (1888/91)
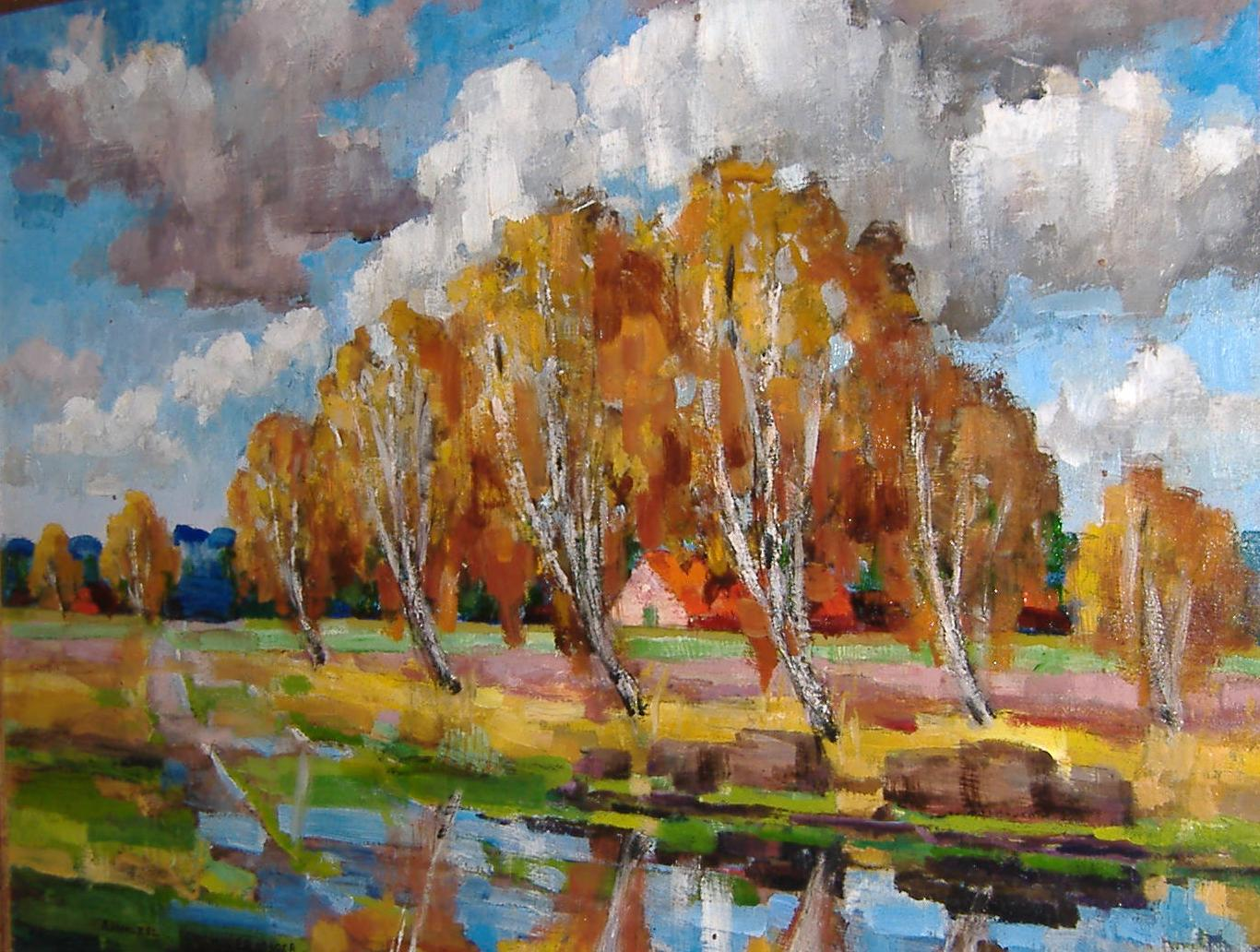
Vřesoviště v Dachau (cca 1900)
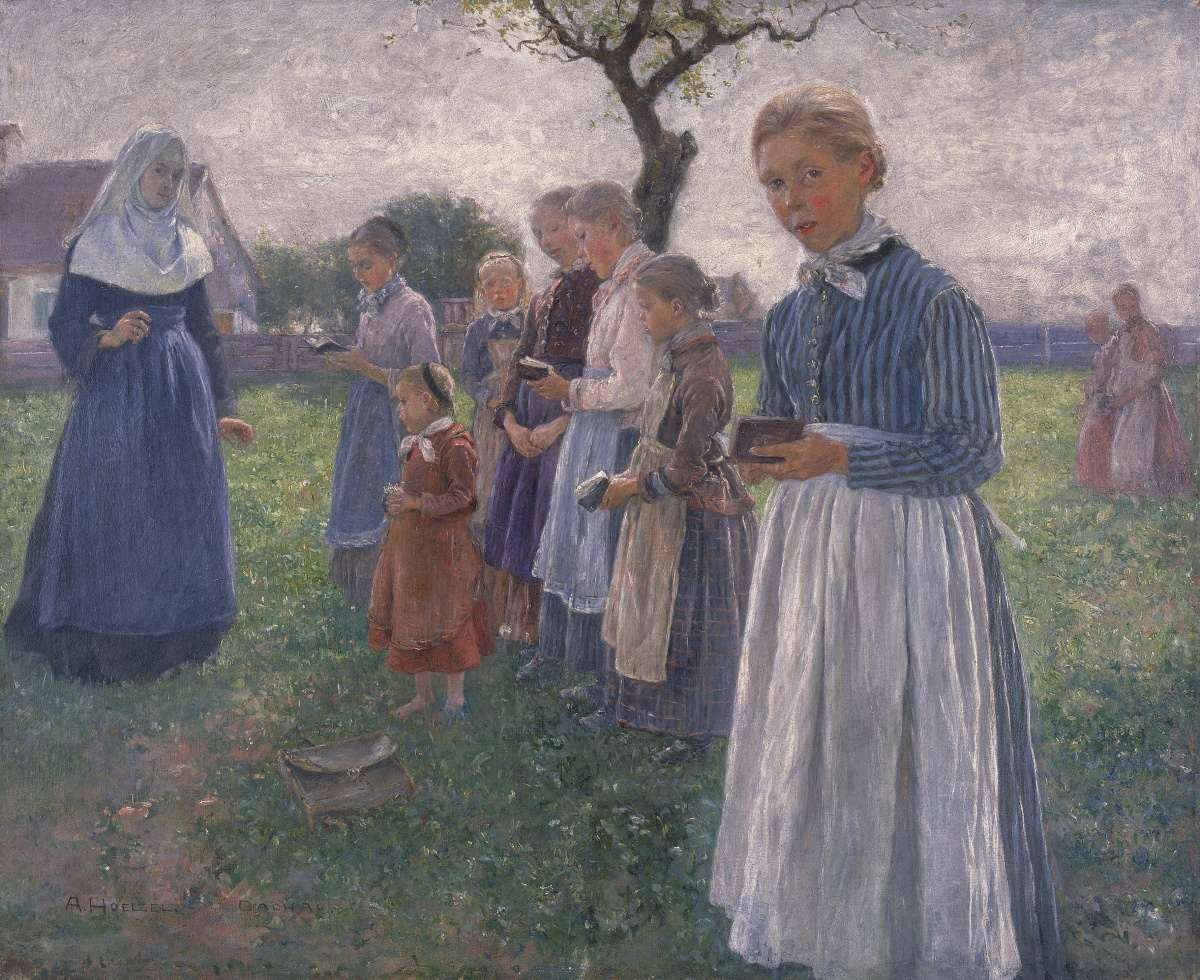
V klášterní zahradě (Zpívající děti s jeptiškou, 1905)
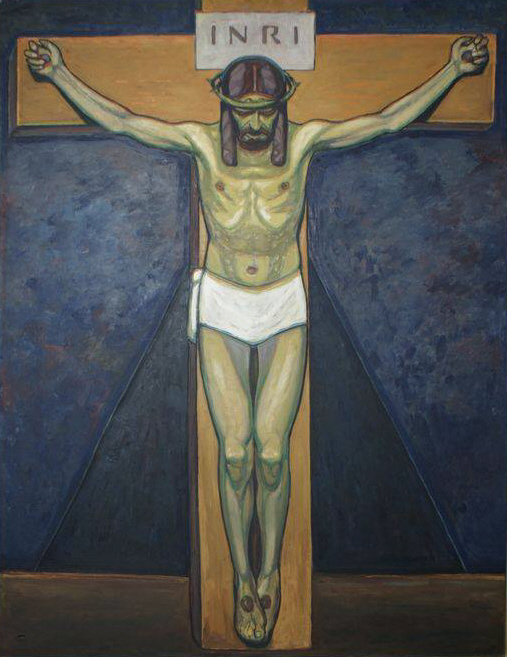
Studie zum Kruzifix
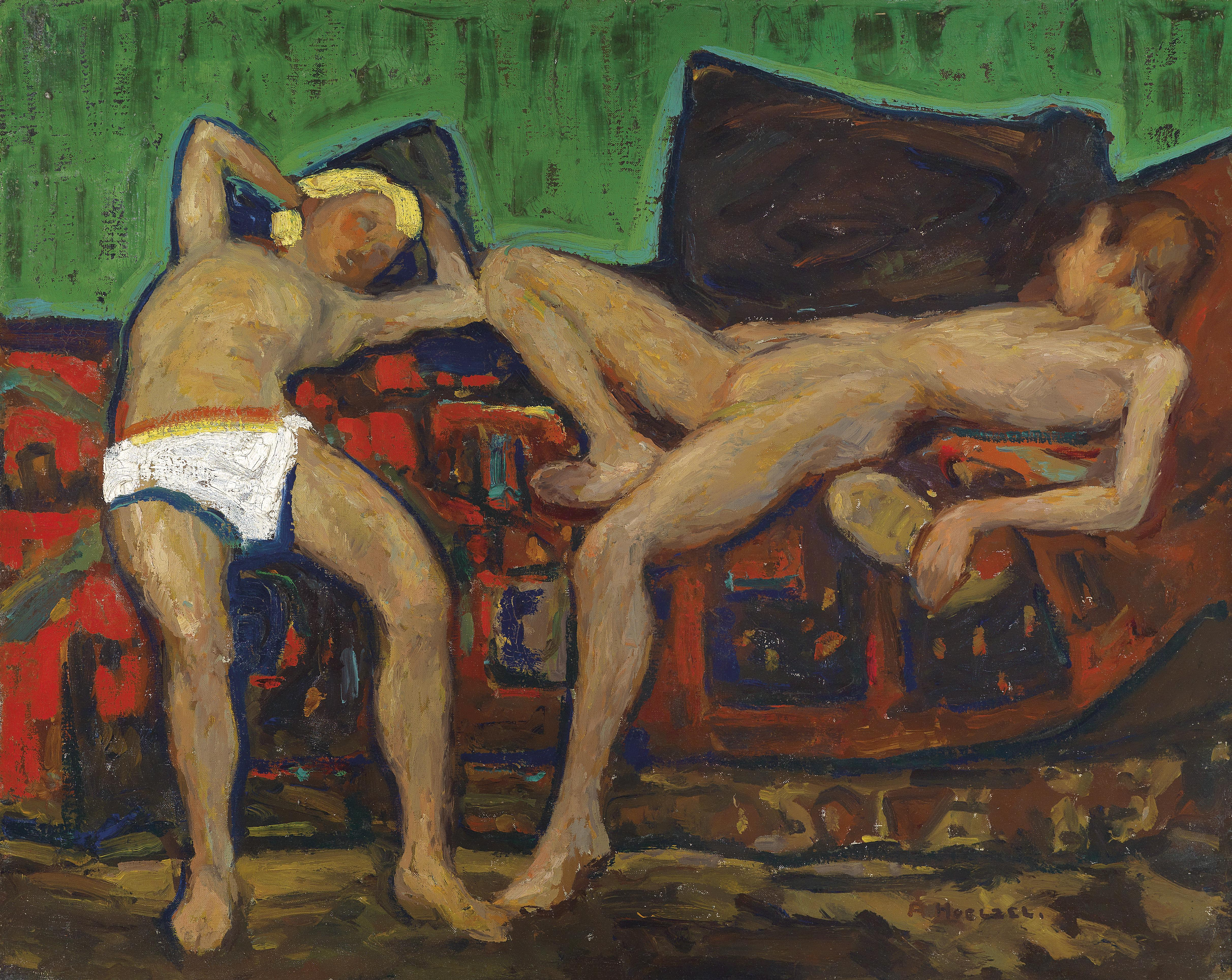
Dva odpočívající akty (cca 1908)
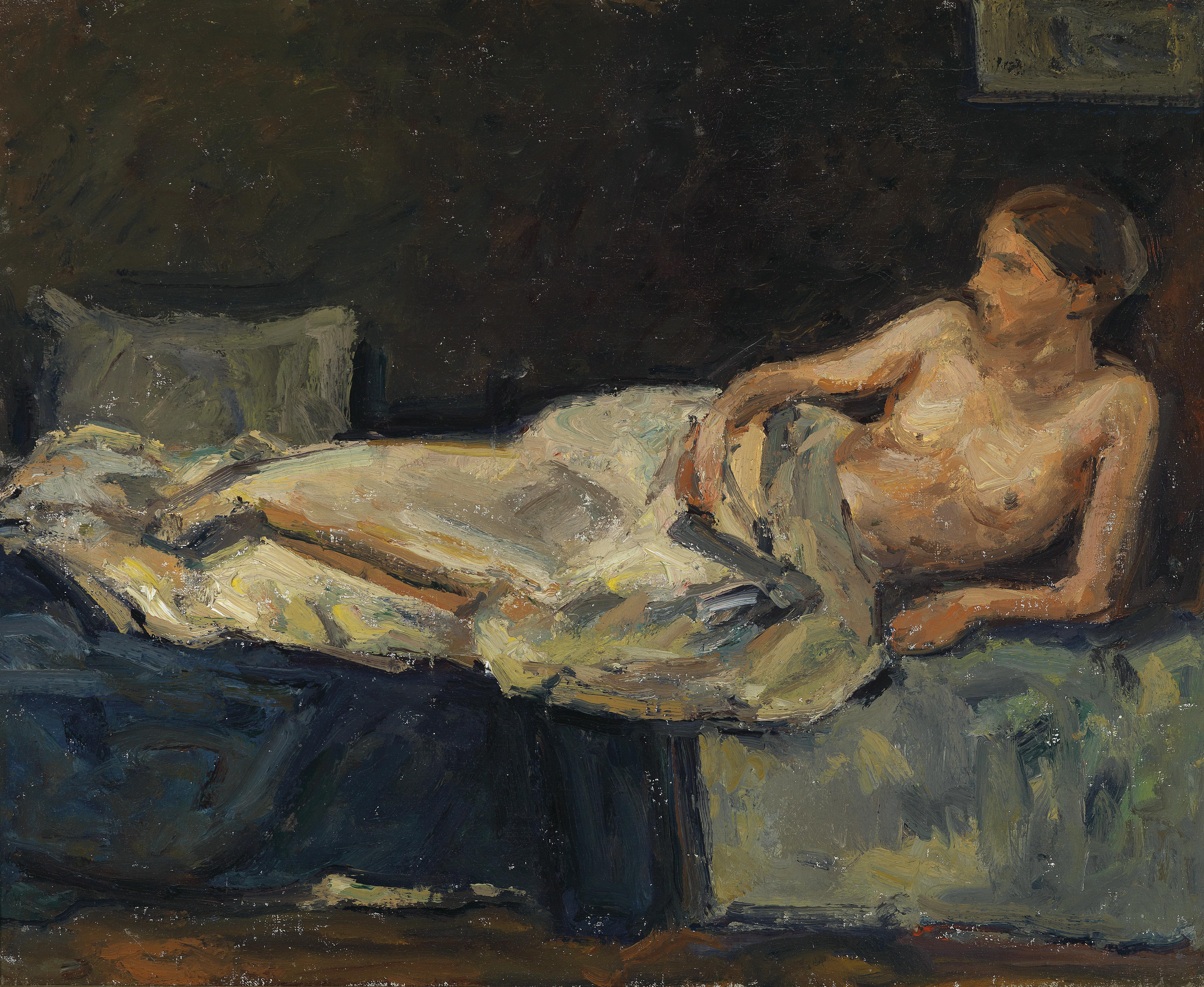
Ležící polonahá postava (cca 1908)
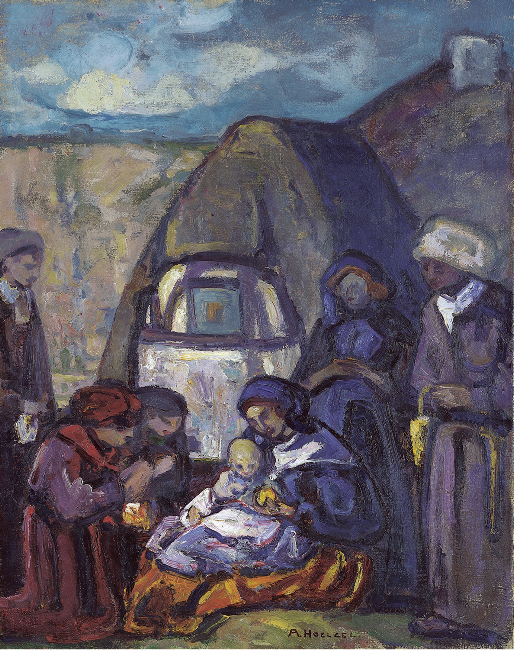
Narozeniny (1912)
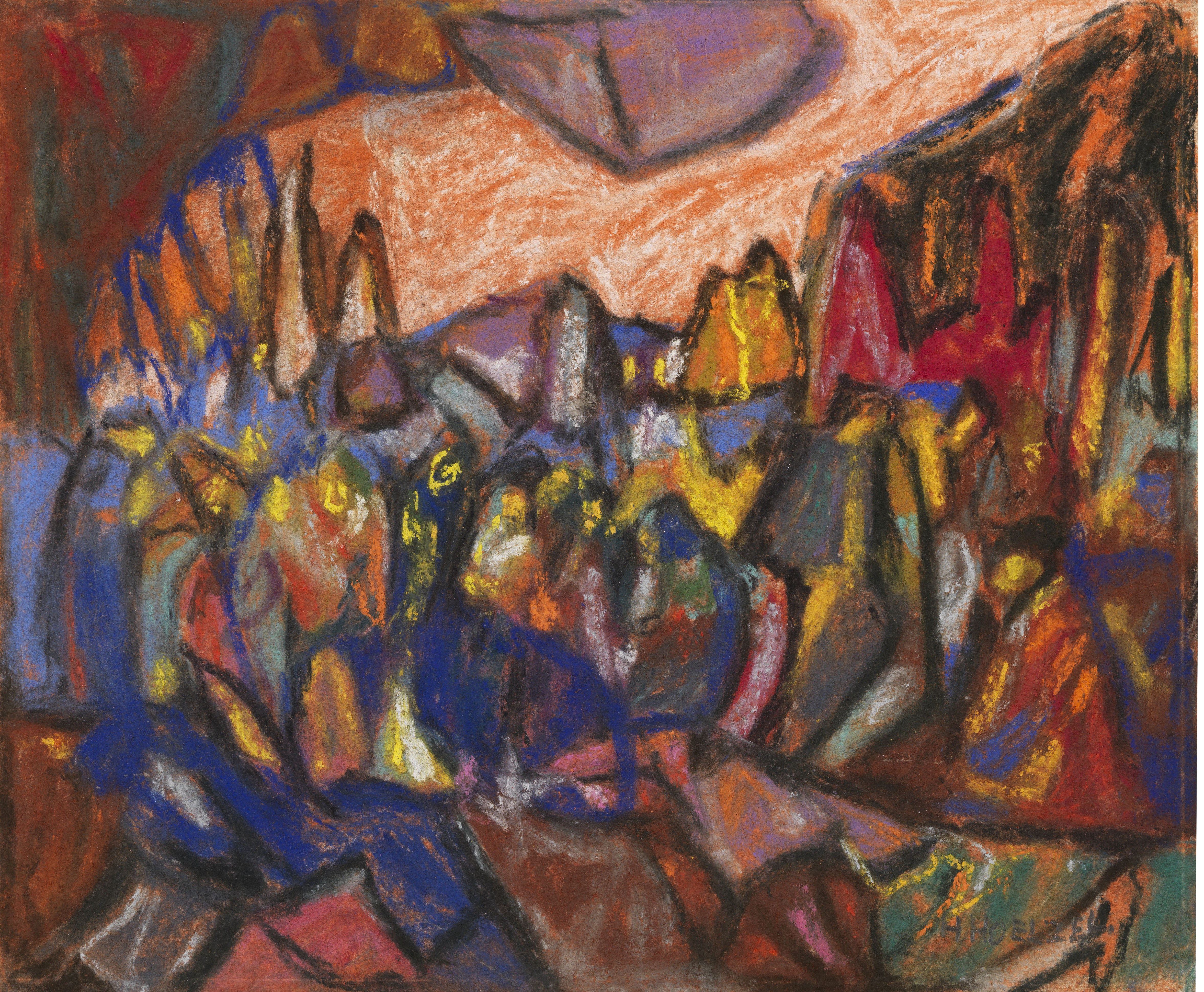
Kompozice (Pohřbení), pastel (cca 1930)